# 小行星7624
小行星7624（7624 Gluck）是一颗绕太阳运转的小行星，为主小行星带小行星。该小行星于1971年3月25日发现。

## 轨道参数
小行星7624的轨道半长轴为3.0509472 UA，离心率为0.108。